# NGC 4756

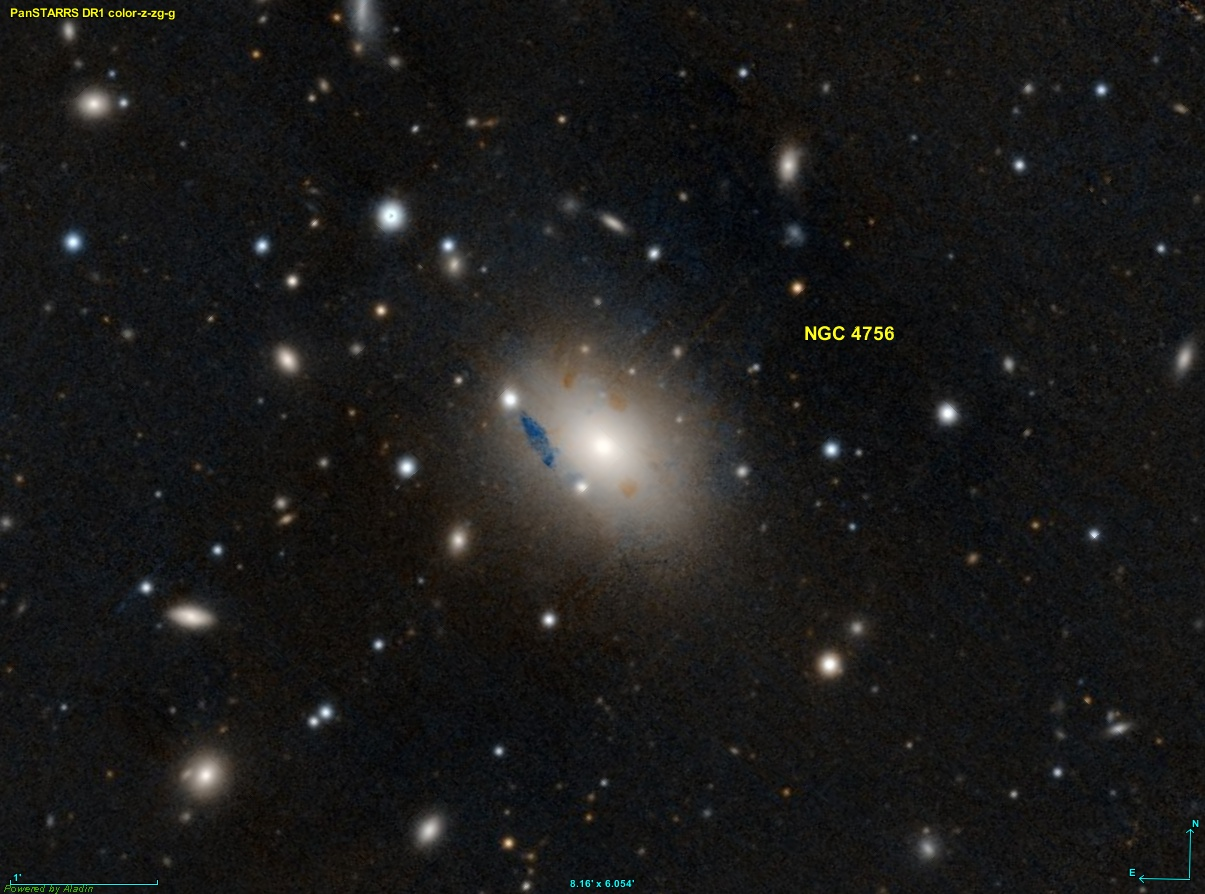

NGC 4756 في الفهرس العام الجديد، هي مجرة، تقع في كوكبة الغراب. اكتشفت في 8 فبراير 1785 بواسطة ويليام هيرشل.

## روابط خارجية
- NGC 4756 على موقع ويكي سكاي: DSS2, SDSS, GALEX, IRAS, Hydrogen α, X-Ray, Astrophoto, Sky Map, Articles and images